# Sociable Soccer
Sociable Soccer é um jogo eletrônico de futebol lançado no Early Access da Steam em 2017 para PCs. O game foi desenvolvido pela Tower Studios, em parceria com o estúdio finlandês Combo Breaker. Em agosto de 2017, a Tower Studios anunciou que, só depois do lançamento no Steam, o game será disponibilizado para Xbox One, PlayStation 4 e para plataformas móveis. O jogo, com o título atualizado Sociable Soccer 24 e contando com licença da FIFPRO para exibir os nomes e fotografias reais de mais de 13 mil jogadores, foi lançado também para o Nintendo Switch em junho de 2024.
Sociable Soccer acabou ganhando notoriedade por ter sido desenvolvido pelo aclamado Jon Hare, que é considerado um guru dos jogos de futebol. Segundo o próprio Jon Hare, Sociable Soccer será uma espécie de "sequência espiritual" do Sensible Soccer (aclamada franquia de jogos eletrônicos de futebol desenvolvida por ele nos anos 90), mas que terá um nome diferente por questões de licenciamento. Desta forma, o jogo não investiu em desenvolver jogadores com gráficos realistas, mas em homenzinhos correndo atrás da bola em uma visão aérea. Sociable Soccer visa imitar a jogabilidade dinâmica de Sensible Soccer, mas com recursos modernos como multiplayer online, avatares customizados e ligas online baseadas em clãs.